# Евтеев, Иван Алексеевич
Ива́н Алексе́евич Евте́ев (25 марта 1918 — 27 марта 1944) — бронебойщик 384-го отдельного батальона морской пехоты Одесской военно-морской базы Черноморского флота, краснофлотец, Герой Советского Союза (1945).

## Биография
Родился в 1918 году в селе Вязовка Саратовской губернии (ныне Татищевский район Саратовской области). Окончил семилетнюю школу и школу трактористов, после чего работал в колхозе.
В октябре 1938 году был призван Саратовским ОВК на срочную службу в РККА. Попал на Черноморский флот, где служил в морской пограничной охране, затем был переведён в отдельный батальон морской пехоты охранявший Одесскую базу флота.
В период войны, с начала и до своей гибели 27 марта 1944 года, воевал в составе частей Южного, Крымского, Северо-Кавказского, 4-го и 3-го Украинских фронтов. Служил в составе 384-го обмп Азовской военной флотилии. Принимал участие в обороне Одессы, Севастополя, Новороссийска, освобождении Северного Кавказа, Крыма и Украины.
В апреле 1943 был направлен на должность бронебойщика в сформированный 384-й отдельный батальон морской пехоты Азовской военной флотилии Черноморского флота. Отличился в ходе десанта 8 сентября 1943 года.

## Подвиг
Звание Героя Советского Союза Ивану Алексеевичу Евтееву присвоено посмертно 20 апреля 1945 года за мужество и героизм, проявленные при десантной операции в порту города Николаев, известной в истории как Десант Ольшанского.
Высадившиеся в порту десантники заняли здания нового элеватора и двухэтажную контору порта. Позиция Евтеева была на первом этаже конторы. На рассвете 26 марта гитлеровцы обнаружили десантников и подтянули значительные силы. Завязался ожесточенный бой, который продолжался более суток. Одна за другой накатывались атаки неприятеля, в одной из атак Евтеев уничтожил вражеский пулемёт, а 27 марта Иван Евтеев огнём из бронебойного ружья уничтожил вражеский танк.
Похоронен в братской могиле в городе Николаев в сквере 68-ми десантников.

## Награды
За отличие в боях Иван Алексеевич Евтеев был награждён посмертно орденом Ленина и медалью «Золотая звезда» (20 апреля 1945) , орденом Отечественной войны 2-й степени (1943),  медалью "За боевые заслуги" (08.09.1943), медалями «За оборону Одессы» и «За оборону Севастополя».

## Память
- Именем моряков-десантников названа одна из улиц и сквер в городе Николаеве.
- Открыт Народный музей боевой славы моряков-десантников.
- В сквере имени 68-ми десантников установлен памятник.
- В посёлке Октябрьский на берегу Бугского лимана установлена мемориальная гранитная глыба с памятной надписью.
- Именем Ивана Евтеева назван пограничный сторожевой корабль в г. Владивосток.
- Именем Ивана Евтеева названа улица в городе Челябинске.
- Именем Ивана Евтеева названа школа №54 в городе Саратов